# Mascarenobrium luteosparsum
Mascarenobrium luteosparsum är en skalbaggsart som först beskrevs av Leon Fairmaire 1880.  Mascarenobrium luteosparsum ingår i släktet Mascarenobrium och familjen långhorningar. Inga underarter finns listade i Catalogue of Life.